# Giovanni Sirovich
Giovanni Sirovich (Roma, 8 de septiembre de 1971) es un deportista italiano que compitió en esgrima, especialista en la modalidad de sable.
Ganó una medalla de plata en el Campeonato Mundial de Esgrima de 1993, en la prueba por equipos. Participó en los Juegos Olímpicos de Barcelona 1992, ocupando el octavo lugar por equipos.

## Palmarés internacional
| Campeonato Mundial | Campeonato Mundial | Campeonato Mundial | Campeonato Mundial |
| Año                | Lugar              | Medalla            | Prueba             |
| ------------------ | ------------------ | ------------------ | ------------------ |
| 1993               | Essen (Alemania)   | Medalla de plata   | Sable por equipos  |